# Melchor Portocarrero
Melchor Portocarrero y Lasso de la Vega, terzo conte di Monclova (Madrid, 1636 – Lima, 15 settembre 1705), è stato un generale spagnolo, viceré della Nuova Spagna dal 30 novembre 1686 al 19 novembre 1688 e viceré del Perù dall'agosto 1689 al 1705.

## Carriera militare
Da tenente generale della cavalleria, Portocarrero y Lasso de la Vega si distinse nella campagna con don Giovanni d'Austria in Sicilia, nelle Fiandre, in Catalogna ed in Portogallo. Partecipò all'assedio di Arras, di Condé e di Saint Guillaume. Perse il braccio destro nella battaglia di Dunes presso Dunkerque nel giugno 1658. Si fece costruire una protesi in argento, e per questo i suoi uomini lo soprannominarono Brazo de Plata (braccio d'argento).
Fu ministro del Consiglio delle Indie e della Real Junta de Guerra de las Indias. Fu anche capitano generale della Nuova Spagna durante il mandato da viceré.

## Viceré della Nuova Spagna
Fu nominato viceré della Nuova Spagna il 17 aprile 1686 da re Carlo II di Spagna. All'arrivo a Veracruz si fermò per pochi giorni, in modo da essere messo a conoscenza delle basi francesi nel Golfo del Messico. Francia e Spagna erano allora in guerra. Ordinò a due brigantini ben armati di salpare per la costa statunitense ed osservare una colonia francese. La missione però non riuscì a spingersi così a settentrione.
Giunse a Chapultepec il 5 novembre 1688 prestando giuramento il 16 dello stesso mese. L'entrata formale a Città del Messico si ebbe il 30 novembre 1688, e da questo giorno viene fatto partire il suo mandato.
Il mese successivo tre pirati inglesi giunsero in città ben scortati. Avevano preso prigionieri nella Laguna de Términos, affermando che facevano parte di un gruppo di 100 inglesi arrivati sette mesi prima per tagliare legno pregiato in Giamaica. Il viceré li fece espellere.
I due brigantini tornarono dicendo di aver trovato poche piccole navi e un fortino in costruzione nella baia di San Bernardo, in Texas, ma i cui costruttori erano stati tutti uccisi dagli indiani.
Ordinò la costruzione di un nuovo acquedotto a Città del Messico. Questo acquedotto partiva da Alberca Chica di Chapultepec, ai piedi della collina, ed arrivava in un punto della città chiamato El Salto del Agua. Quest'opera, lunga 3,908 chilometri e composta da 904 archi in muratura, fu completato nel 1779, durante il governo di Antonio María de Bucareli y Ursúa. Portocarrero sostenne i costi attingendo alle proprie finanze personali.
Temendo la presenza dei francesi a San Bernardo e ad Espíritu Santo, Portocarrero intensificò gli sforzi per pacificare la provincia di Nueva Extremadura de Coahuila nominando il capitano Alonso de León suo governatore. Il 12 agosto 1689 de León fondò la città di Santiago de la Monclova, prendendo il nome dal viceré. Vi si stabilirono 150 famiglie, compresi 270 uomini armati per respingere le eventuali incursioni dei francesi. Il viceré chiese anche di riparare gli altri forti settentrionali, mettendoli tutti in comunicazione tra loro.
Ordinò anche di incrementare la sorveglianza del Golfo nei pressi di Tampico, per controllare i movimenti di René Robert Cavelier de La Salle, predone di St. Louis in Matagorda (Texas). Espulse tutti i sacerdoti stranieri sprovvisti della licenza necessaria a pregare nella colonia.

## Viceré del Perù
Portocarrero fu nominato viceré del Perù il 3 maggio 1688, ultimo viceré della Nuova Spagna ad effettuare il trasferimento. Lasciò il governo della Nuova Spagna in mano al successore, Gaspar de la Cerda Sandoval Silva y Mendoza, il 19 novembre 1688 senza però partire se non l'anno seguente, per mancanza di trasporti. L'11 maggio 1689 salpò da Acapulco. Morì a Lima nel 1705.